# Анастасия Дюлгерова
Анастасия (Сия) Пешева Дюлгерова е българска театрална актриса.

## Биография
Родена е през 1904 г. в София. През 1929 г. завършва Драматичната школа при Народния театър. В периода 1928 – 1956 г. играе на сцената на Народния театър. Умира през 1959 г. в София.